# Siracuza, Sicilia
Siracuza este un oraș în Italia, în estul insulei Sicilia, centrul administrativ al provinciei cu același nume.
Populație: 123.000 locuitori (2004).
Orașul vechi Siracuza și necropola de la Pantalica au fost înscrise în anul 2005 pe lista patrimoniului cultural mondial UNESCO.

## Istorie
Siracuza este unul dintre cele mai vechi orașe din lume. Înființat în anul 733 î.C. de coloniști greci din Corint, era unul dintre cele mai bogate și mai puternice orașe ale Magna Grecia.
Este orașul lui Arhimede (287-212 î.C.) care și-a găsit moartea în timpul luptei romanilor pentru cucerirea orașului. În 212 î.C. orașul a fost cucerit de romani.

## Monumente ale orașului
În Siracuza se regăsesc ruinele teatrului grec, Urechea lui Dionisos, Piața din Ortygia, Domul din Siracuza, Sanctuarul Madonna della Lacrima, Castelul Maniace, Castelul Eurialo, Templul lui Apollo din Siracuza, Fonte Arethusa, Piața lui Arhimede.

## Episod biblic neotestamentar
Potrivit Noului Testament (Faptele Apostolilor, 28:12) Sf. Pavel  (în drum spre Roma, unde urma să fie judecat) ar fi poposit 3 zile la Siracuza.

## Demografie
Siracusa - evoluția demografică

|  | Graficele sunt indisponibile din cauza unor probleme tehnice. Mai multe informații se găsesc la Phabricator și la wiki-ul MediaWiki. |

Date: Recensăminte sau birourile de statistică - grafică realizată de Wikipedia

## Personalități
- Simeon de Siracuza (ca. 980-1035), călugăr bizantin stabilit în Germania

## Galerie de imagini

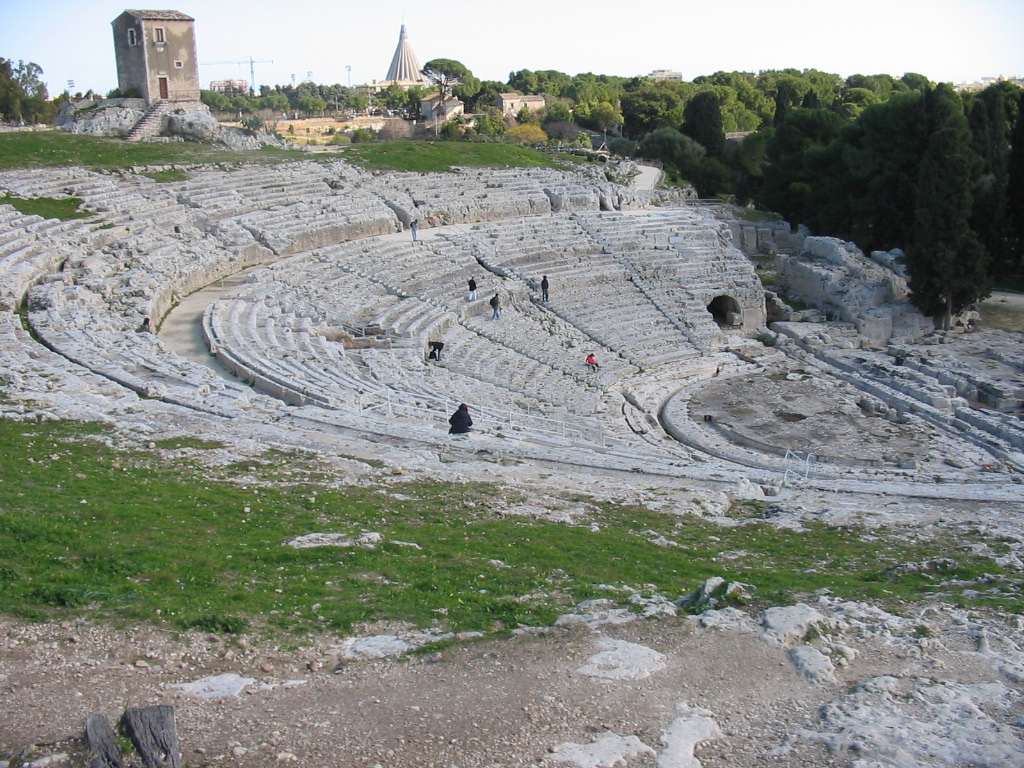
Teatrul grec
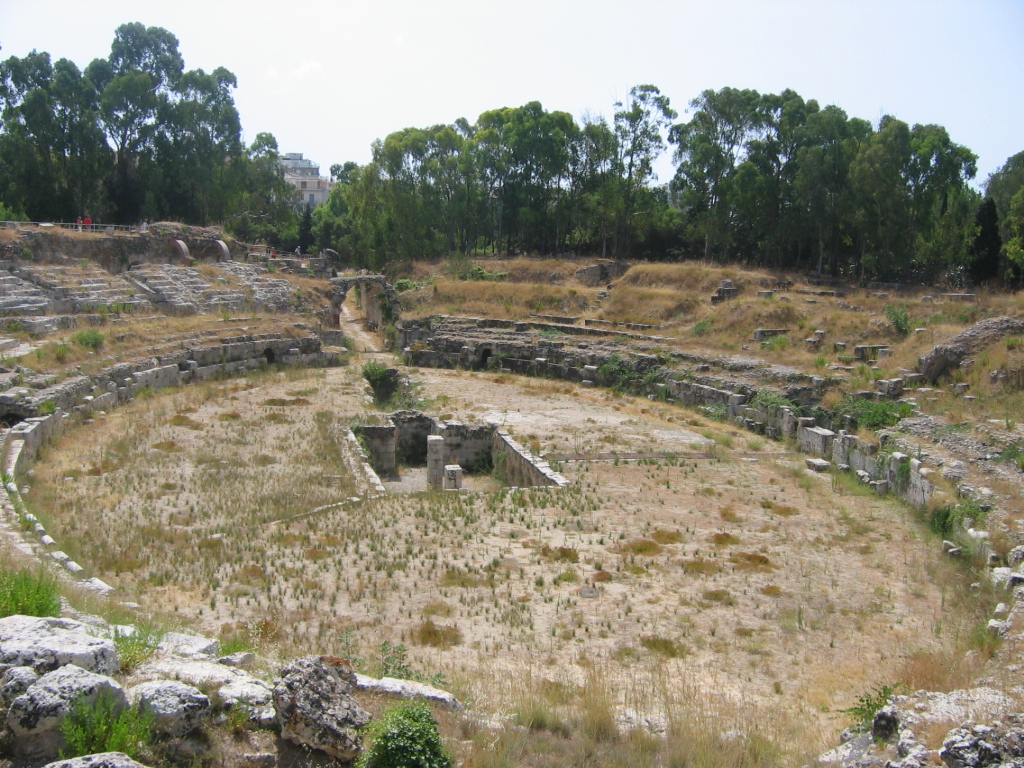
Amfiteatrul roman
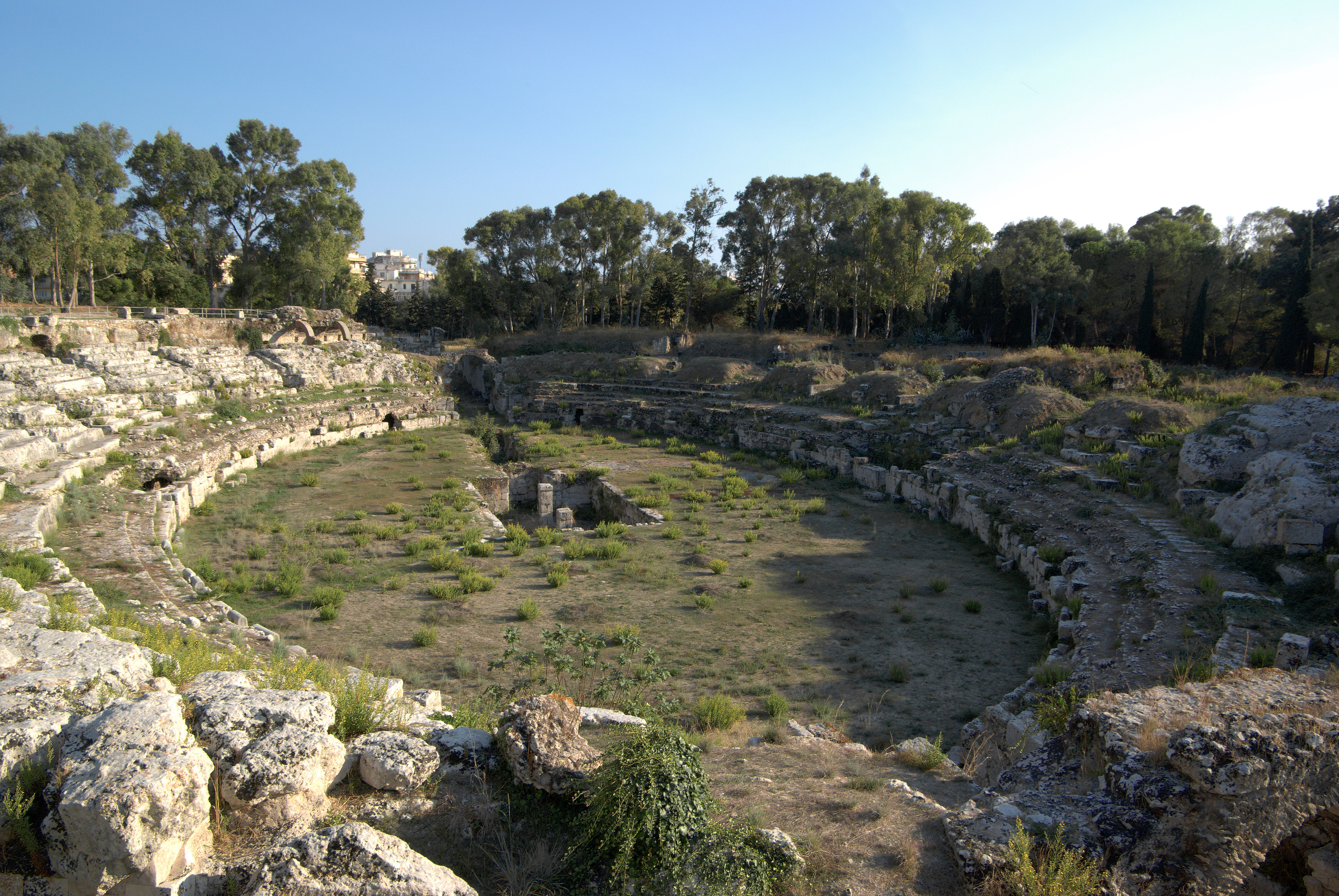
Amfiteatrul roman. Altă perspectivă
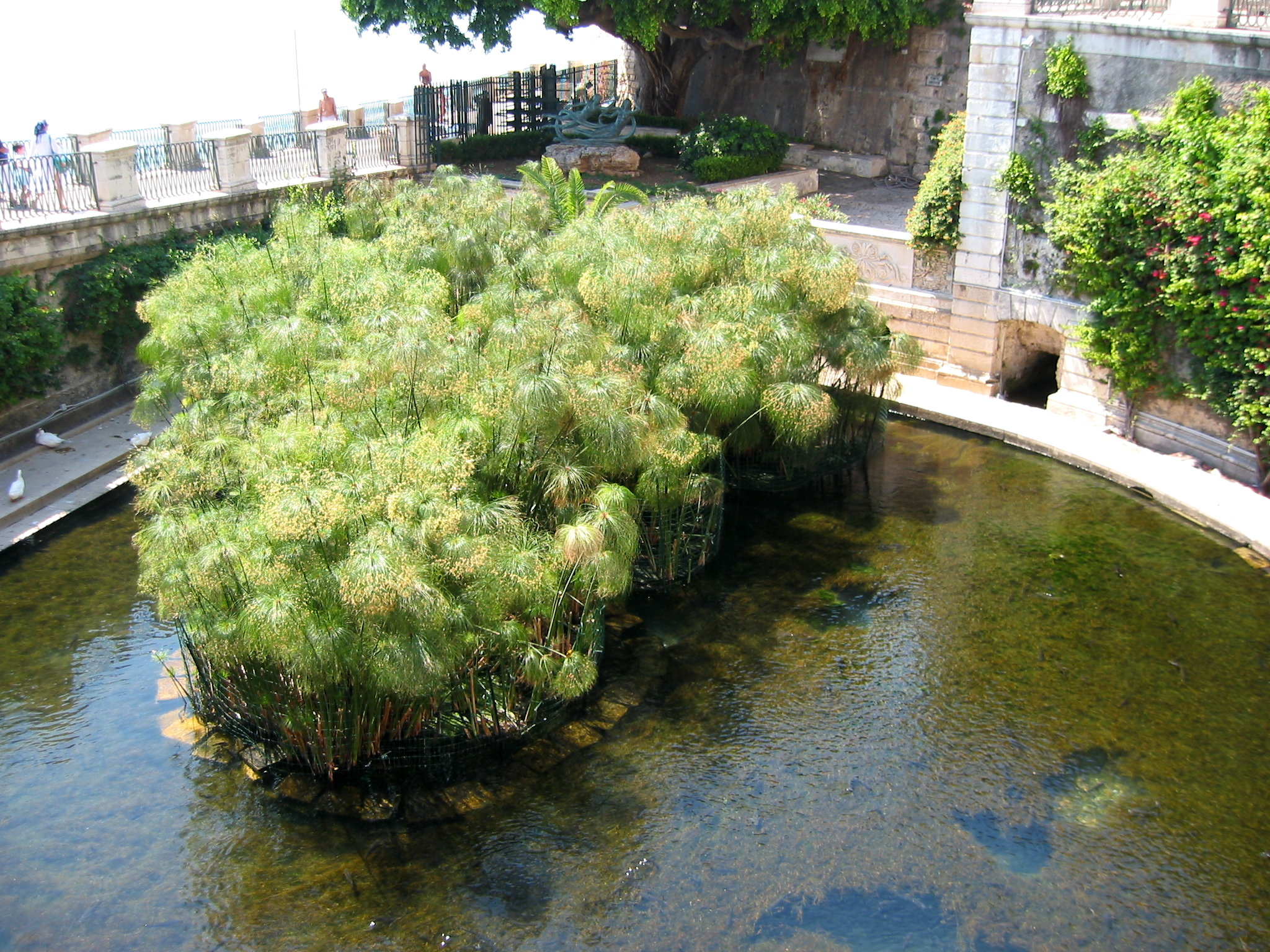
Fonte Aretusa (singurul loc din Europa unde creşte planta Cyperus papyrus din care se produce papirusul)
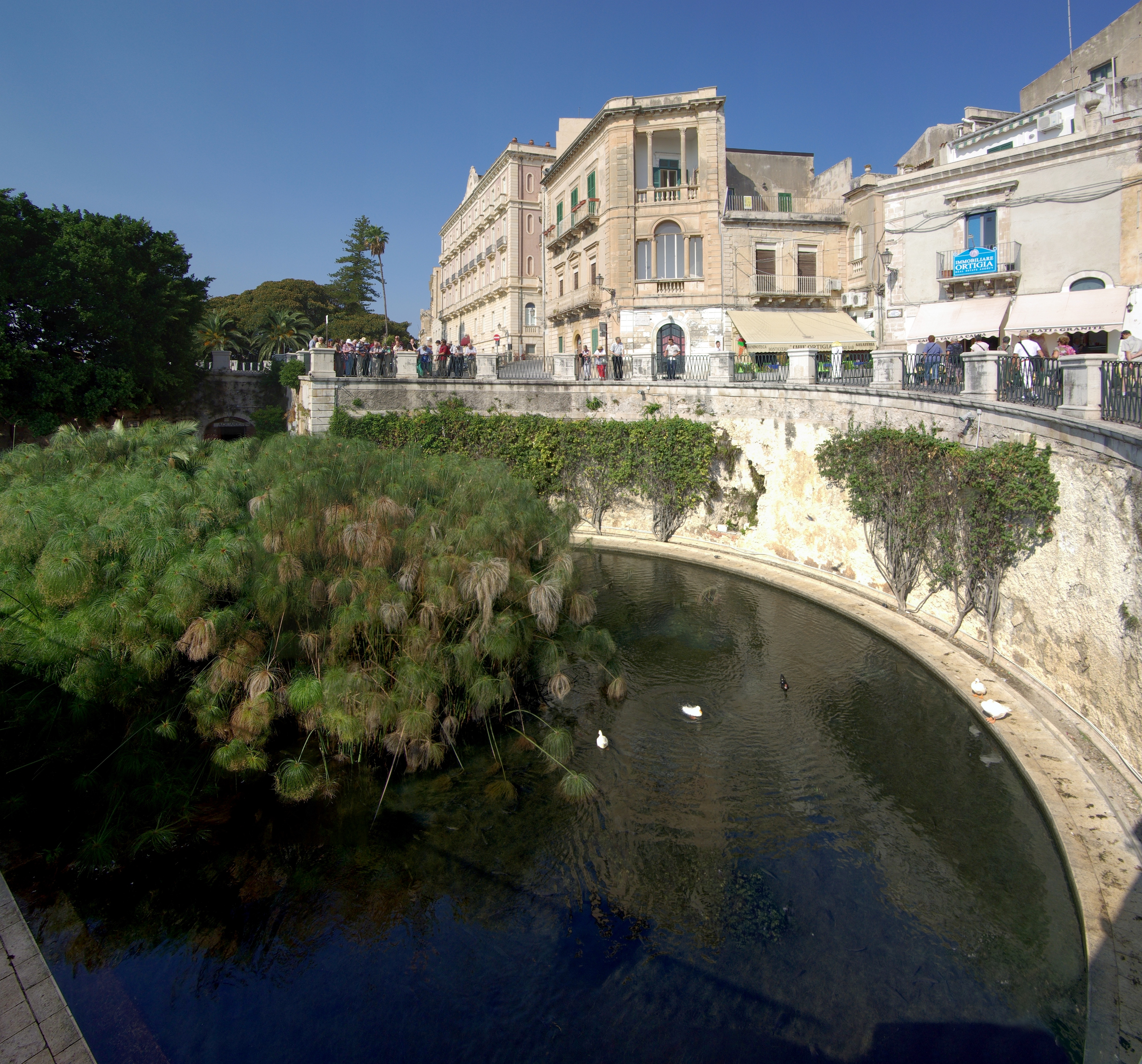
Fonte Aretusa. Altă perspectivă